# ベインブリッジアイランド (ワシントン州)
ベインブリッジアイランド（Bainbridge Island）は、アメリカ合衆国ワシントン州キットサップ郡にある都市。人口は2万4825人（2020年）。ピュージェット湾に浮かぶ同名の島を市域とする。シアトルの直ぐ西に位置している。

## 地理・気候
北緯47度39分19秒、西経122度32分6秒に位置している。シアトルとは湾を挟んで向かい合い、ワシントン州営フェリー (Washington State Ferries) によって35分で結ばれている。
アメリカ合衆国統計局によると、総面積169.7 km2 (65.5 mi2) である。このうち71.5 km2 (27.6 mi2) が陸地であり、98.2 km2 (37.9 mi2) (57.87%) が水地である。
- 山:
- 河川:
- その他:

## 歴史
1792年、イギリス海軍のジョージ・バンクーバーは、軍艦「ディスカバリー」 (HMS Discovery (1789)) によって北アメリカ西岸の探検を行った。この際、「ディスカバリー」はベインブリッジ島南端で数日間投錨した。ピュージェット湾の他の地域に派遣したボートが帰ってくるのを待つ一方で、バンクーバーは島付近のリッチ・パッセージ (Rich Passage) やポートオーチャード、シンクレア入り江 (Sinclair Inlet) を探索している。バンクーバーはAgate Passageを見つけることが出来なかったため、その地図にはベインブリッジ島が半島として描かれている。バンクーバーは5月29日、チャールズ2世による王政復古（Restoration）を記念して、この投錨地をリストレーション・ポイント（Restoration Point）と命名した。1841年には、アメリカ海軍のチャールズ・ウィルクス大尉が北西部探検の途中でこの島を訪れる。ウィルクスは、米英戦争で活躍した海軍軍人ウィリアム・ベインブリッジの名にちなんでこの島をベインブリッジ島と名付けた。
ベインブリッジ島は、製材と造船の中心地として栄えた。この島のスギやヒノキ（cedars）はその巨大さとアクセスのしやすさとで知られ、とくにマスト材として重宝された。キットサップ郡の郡庁は当初、ベインブリッジ島北端のポート・マディソン (Port Madison) に置かれていた。
製材業や造船業に携わるため、多くの日本人移民・日系人、イタリア人、ハワイ人がこの島で暮らしていた。移民第一世代「一世」がはじめてこの島に来たのは1883年である。第二次世界大戦中、1942年2月19日、ルーズベルト大統領が、裁判や公聴会なしに特定地域から住民を排除する権限を軍に与え、大統領行政命令9066号に署名。1942年2月25日、日系アメリカ人に対して島から48時間以内に立ち退くよう命令し、彼らが最初に集団強制立ち退き命令を受けたグループとなる。その後、日系人の強制収容により、この島の日系アメリカ人たちは強制収容所に送られた。
戦争勃発前、日系人農民のイチゴ農場で働いていたフィリピン人たちは農場を去ることを余儀なくされ、北のファースト・ネーション（インディアン）たちが経営する農場に移った。フィリピン系・インディアン系の人々の接触の中から、両者の血を引く子供たちも生まれた。
自治体としてのベインブリッジアイランド市は、1991年2月28日に発足した。イーグルハーバーにあったウィンズロー市 (Winslow, Washington) （1947年8月設立）が、島の残りの部分と合併したためである。島は1960年代からシアトルの郊外住宅地として発展した。市は、緑地帯の保全と、商業・住宅開発の厳しい抑制を行っている。

## 人口
2000年の国勢調査では、人口20,308人、7,979世帯、5,784家族が暮らしている。人口密度は284.0/km2 (735.6/mi2) である。119.1/km2 (308.5/mi2) の平均的な密度に8,517軒の住宅が建っている。この都市の人種的な構成は白人92.88%、アフリカン・アメリカン0.28%、ネイティブ・アメリカン0.62%、アジア2.40%、太平洋諸島系0.11%、その他の人種0.75%、混血2.96%である。この人口の2.17%はヒスパニックまたはラテン系である。
全世帯のうち、18歳未満の子供と同居している世帯が36.8%、夫婦のみの世帯が63.1%、未婚女性の世帯が7.1%であり、27.5%は家族を持たない。個人名義の世帯主が22.6%、そのうち65歳以上が9.1%である。世帯ごとの平均人数は2.52人、家族ごとの平均人数は2.98人である。
18歳未満の未成年が26.7%、18歳以上24歳以下が3.6%、25歳以上44歳以下が23.8%、45歳以上64歳以下が33.1%、65歳以上が12.8%、平均年齢は43歳である。女性100人に対して男性は94.5人である。18歳以上の女性100人に対して男性は90.0人である。
この都市の世帯ごとの平均的な収入は88,243 USドルであり、家族ごとの平均的な収入は108,605 USドルである。男性は65,853 USドルに対して女性は42,051 USドルの平均的な収入がある。この都市の一人当たりの収入 (per capita income) は37,482 USドルである。人口の3.0%及び家族の4.4%は貧困線以下である。全人口のうち18歳未満の3.8%及び65歳以上の3.3%は貧困線以下の生活を送っている。

## 名所・旧跡・観光スポット・祭事・催事
- ブローデル・リザーブ
- ベインブリッジ島日系アメリカ人排除記念碑
- ベインブリッジ島歴史博物館

## メディア
映画化されたデイヴィッド・グターソン (David Guterson) の小説『ヒマラヤ杉に降る雪』（Snow Falling on Cedars）はこの時期の島を背景にした作品であり、グターソンはこの島の住人である。